# 조제 사르네이
조제 사르네이 지 아라우주 코스타(브라질 포르투갈어: José Ribamar Ferreira de Araújo Costa Sarney, 1930년 4월 24일~)는 브라질의 정치인으로 1985년부터 1990년까지 대통령을 지냈다.

## 일생
마라냥주 출신이며, 1964년 브라질 쿠데타로 권력을 쥔 극우 군사독재정권의 우당인 국민개조동맹당에서 부역했고 1966년부터 1971년까지 마라냥 주지사로 지명되었으며, 주지사 퇴임 후에는 상원의원을 지냈고 1979년 국민개조동맹당이 민주사회당으로 개칭하자 군사독재정권의 지명으로 당수가 되었다. 1985년 군사독재정권이 붕괴하자 브라질 민주운동당에 입당했고, 대통령 선거에서 민주운동당 후보로 출마한 탕크레두 네베스에게 부통령으로 지명되었다. 그해 네베스가 사망하자 자연스럽게 대통령직에 올랐으며, 1990년까지 5년간 대통령으로 재임했다.
대통령 퇴임 이후 상원의원 후보로 다시 출마해 상원의원으로 당선되었으나 본인이 소유한 방송국이 그에게 유리하도록 여론조사를 조작하고 배포하여 비판받았다. 사람들과 정치평론가들은 조제 사르네이를 봉건적이고 반동적인 정치인이라고 비판하였다.
대통령직 퇴임 이후 상원의원으로 재직하던 조제 사르네이는 줄곧 우익 정당들의 대통령 후보를 공개적으로 지지해 왔다. 그러나 2006년 브라질 대통령 선거에서는 기존의 입장을 바꾸고 노동자당의 룰라 다 시우바 후보를, 2010년 브라질 대통령 선거에서는 지우마 호세프 후보를 지지했다. 2022년 브라질 대통령 선거에서는 자이르 보우소나루를 독재자라고 비판하고 룰라 다 시우바 후보를 지지했다.

## 역대 선거 결과
| 선거명      | 직책명          | 대수 | 정당              | 득표율 | 득표수 | 결과 | 당락 |
| ----------- | --------------- | ---- | ----------------- | ------ | ------ | ---- | ---- |
| 1985년 선거 | 브라질의 부통령 | 20대 | 브라질 민주운동당 | 72.73% | 480표  | 1위  |      |

## 같이 보기
- 브라질의 대통령 목록